# Reza Abedini
Reza Abedini (Perzisch: رضا عابدینی) (Teheran, 1967) is een Iraans grafisch kunstenaar en kunstcriticus. Hij was docent Grafisch Design en Beeldcultuur aan de Universiteit van Teheran.

## Levensloop
Abedini studeerde aanvankelijk Monumentale Restauratie. In 1985 slaagde hij aan de School voor Schone Kunsten. In 1992 behaalde hij zijn bachelorgraad aan de Universiteit van Teheran.
Hij was hoofdredacteur van verschillende kunstmagazines, zoals Gardesh (1990), Sureh (1993), Karnameh (1998) en het kwartaalblad Farabi. Daarnaast was hij hoofdredacteur van een filmmagazine in 1994, Jayeze in 1997, A in 1998, Revaq (architectuur) in 1996 en het documentairemagazine Mostanad in 1999.
Hij is begin 21e eeuw een van de bekendste Iraanse grafische ontwerpers vanwege zijn moderne Perzische typografie. Hij combineert moderne en traditionele thema's in een eigen unieke stijl.
In 2008 was hij een jaar gastdocent in Den Haag en werkte vanaf januari 2009 een half jaar als gastdocent voor de Koninklijke Academie van Beeldende Kunsten aldaar.

## Onderscheidingen
In 2006 ontving Abedini de Grote Prins Claus Prijs "als erkenning voor zijn persoonlijke creativiteit bij het produceren van bijzondere grafische ontwerpen, en voor de persoonlijke manier waarop hij de kennis en verworvenheden van het artistieke erfgoed van Iran toepast en deze weer nieuw en boeiend maakt".
Overige onderscheidingen:
- 1993, 1994, 1996: Beste filmposter van het Internationale Filmfestival van Fajr, Teheran
- 1999: Speciale prijs voor creativiteit, Iraans Grafisch Ontwerpersgenootschap, Teheran
- 2003: Speciale prijs, Eerste China Internationale Posterbiënnale
- 2004: Unie van Grafisch Ontwerpers-Prijs, Brno, Tsjechië
- 2004: Gouden prijs, Internationale Postertriënnale, Hongkong
- 2004: Eerste prijs en Gouden medaille, Achtste Internationale Posterbiënnale, Mexico
- 2004: Zilveren prijs, Tweede international posterbiënnale, Zuid-Korea
- 2004: Eerste prijs, Eerste international Biënnale van de Islamitische wereldposter, Iran
- 2005: Bronzen medaille Tweede China Internationale Posterbiënnale
- 2005: Eerste prijs, Negende Persfestival van Kinderen en Jonge Volwassenen, Iran

## Exposities
- 2001: In The Opposite Direction (Visuele experimenten), Iran
- 2001: In The Beginning (Postertentoonstelling), Iran
- 2002: Return (Visuele experimenten), Iran
- 2002: The Answer? (Postertentoonstelling), Iran
- 2004: Sia Mashgh, Iran
- 2004: Graphic Design Exhibition, Qatar
- 2004: Photo+Graphic, Iran
- 2005: Postertentoonstelling, Turkije
- 2005: Postertentoonstelling, Libanon
- 2005: Book Look (Boekontwerptentoonstelling) / Art az Art Gallery, Parijs
- 2005: Sima (Virtuele postertentoonstelling), Iran